# ناصفة نوتكا
ناصفة نوتكا (بالإنجليزية: Nootka Sound)‏ هي ناصفة في المحيط الهادئ على الساحل الغربي الوعر لجزيرة فانكوفر، في إقليم شمال غرب المحيط الهادئ، والمعروف تاريخيًا باسم ناصفة الملك جورج. وهي تفصل بين جزيرة فانكوفر وجزيرة نوتكا، وهي جزء من مقاطعة كولومبيا البريطانية الكندية. لقد لعبت دورًا مهمًا تاريخيًا في تجارة الفراء البحرية.